# Кавказский гербовник
Кавказский гербовник —  под этим название известны два гербовника: 
1. включавший 250-300 гербов членов рода Багратиони и других княжеских фамилий Грузии, признанных в таковом достоинстве в Российской Империи; был составлен в начале XX в. В.В. Зенкевичем под руководством В. К. Лукомского. Судьба гербовника неизвестна, и
2. рукописный гербовник, составленный в 1922  г. неким В. Цихинским (о личности его ничего неизвестно). Подлинник рукописи утерян; сохранилась копия второй части - «Тавадские роды» - (о существование первой части неизвестно), сделанная приблизительно в 1980-х гг. и переданная семьёй Абашидзе заместителю председателя Грузинского генеалогического общества И.Л. Бичикашвили. Гербовник включает 131 герб (без указания цветов: исключения составили гербы Караловых (Каралишвили), Тактаковых (Тактакишвили) и Шаликовых (Шаликашвили)) 95 фамилий: в основном грузинских, за исключением 8 армянского и северокавказского происхождения, а также данные (не всегда достоверные) о некоторых родах.

## Список фамилий, вошедших в «Кавказский гербовник» Цихинского
1. Абамелик
2. Абашидзе
3. Абашидзе (Имеретинские)
4. Абхазовы (Абхазии из рода Анчабадзе)
5. Аваловы (Авалишвили)
6. Агиашвили (одного герба с  Иашвили)
7. Аматуни
8. Амилахвари
9. Амиреджиби
10. Андрониковы (Андроникашвили)
11. Аргутинские-Долгоруковы
12. Бабадышевы (Бабадиши)
13. Багратиони (Имеретинские)
14. Багратионы
15. Багратионы-Мухранские
16. Баратаевы (Бараташвили)
17. Баратовы (Бараташвили)
18. Бебутовы (Бебуташвили)
19. Бегтабеговы (Бектабегишвили)
20. Визировы (Везиришвили)
21. Гедевановы (Гедеванишвили)
22. Геловани (одного герба с Дадешкелиани)
23. Грузинские
24. Грузинские (Светлейшие  Князья)
25. Гурамовы (Гурамишвили)
26. Гуриели
27. Давыдовы-Багратионы (Имеретинские)
28. Давыдовы (Багратиони, Кахетинская ветвь)
29. Дадешкелиани (одного герба с Геловани)
30. Дадиани (I династия)
31. Дадиани-Мингрельские (II династия)
32. Джакели
33. Джамбакуриан-Орбелиани
34. Джапаридзе
35. Диасамидзе
36. Жеваховы, Джаваховы, Джавахишвили
37. Иашвили (одного герба с Агиашвили)
38. Кавкасидзе
39. Караловы (Каралишвили)
40. Квинихидзе
41. Кипиани
42. Лионидзе
43. Лордкипанидзе
44. Магаловы (Магалашвили)
45. Мадатовы
46. Максименишвили
47. Манвеловы (Манвелишвили)
48. Манук-беи
49. Мачабели
50. Меликовы (Меликишвили) и дворяне Лорис-Меликовы
51. Микеладзе
52. Назаровы (Назаришвили-Туманишвили)
53. Накашидзе
54. Нахичеванские
55. Нижарадзе
56. Орбелиани
57. Павленовы (Павленишвили)
58. Палавандовы (Палавандишвили)
59. Ратиевы (Ратишвили)
60. Робитовы (Робиташвили)
61. Русиевы (Русишвили)
62. Сагиновы (Сагинашвили)
63. Северселидзе
64. Солаговы (Солагашвили)
65. Сумбатовы (Сумбаташвили)
66. Тавдгиридзе
67. Такатаковы (Тактакишвили)
68. Тарковские
69. Тархан-Моурави, Тархановы и Саакадзе-Моуравовы
70. Тумановы (Туманишвили)
71. Туркестановы (Туркестанишвили)
72. Тусиевы (Тусишвили)
73. Херхеулидзе
74. Хидирбеговы (Хидирбегашвили из рода Амилахвари)
75. Химшиевы (Химшиашвили)
76. Церетели
77. Цициановы (Цицишвили)
78. Цулукидзе
79. Чавчавадзе
80. Черкасовы (бароны) - включён в Гербовник ошибочно
81. Черкасские и Горские
82. Черкезовы (Черкезишвили)
83. Чиджавадзе
84. Чичуа
85. Чолокаевы (Чолокашвили)
86. Чхеидзе, Эристави-Рачинские
87. Шаликовы (Шаликашвили)
88. Шервашидзе
89. Эристави Арагвские, Сидамонидзе-Эристави
90. Эристави-Гурийские
91. Эристави Ксанские

## Список фамилий, упомянутых в «Кавказском гербовнике», но герб которых не приводится
1. Вахваховы (Вахвахишвили)
2. Вачнадзе
3. Гугунава
4. Гургенидзе
5. Джандиеровы (Джандиери)
6. Джорджадзе
7. Иотамисшвили (из рода Бараташвили)
8. Кобуловы (Кобулашвили)
9. Мачутадзе
10. Макаевы (Макашвили)
11. Пхеидзе
12. Хобидашвили
13. Ходжаминосовы
14. Чиладзе